# Kustîn, Berdîciv
Kustîn (în ucraineană Кустин) este un sat în comuna Hardîșivka din raionul Berdîciv, regiunea Jîtomîr, Ucraina.

## Demografie
Componența lingvistică a localității Kustîn
     Ucraineană (79,55%)
     Rusă (20,45%)
Conform recensământului din 2001, majoritatea populației localității Kustîn era vorbitoare de ucraineană (79,55%), existând în minoritate și vorbitori de rusă (20,45%).